# Љамна де Сус (Долж)
Љамна де Сус (рум. Leamna de Sus) насеље је у Румунији у округу Долж у општини Буковац. Oпштина се налази на надморској висини од 109 m.

## Становништво
Према подацима из 2002. године у насељу је живело 396 становника, од којих су сви румунске националности.